# Borislav Vučević
Borislav Vučević, (Bar, Montenegro, Yugoslavia, 29 de agosto de 1958) es un exjugador de baloncesto con nacionalidad montenegrina y belga que fue internacional con la Selección de baloncesto de Yugoslavia. Con 2.01 de estatura su puesto natural en la cancha era la de alero.
Es padre del también jugador de baloncesto profesional Nikola Vučević.

## Trayectoria
Jugó profesionalmente en el KK Bosna Sarajevo donde ganó la Euroliga (1979) y la liga yugoslava en dos ocasiones, también jugó en Suiza y en Bélgica. 
Participó con la selección de baloncesto de Yugoslavia en el Eurobasket 1985 de Alemania, donde el equipo balcánico terminó en séptima posición. También disputó los Juegos Mediterráneos de 1983 donde ganó la medalla de Oro.